# Heidar Shonjani
Heidar Shonjani (in persiano حیدر شونجانی‎; Bandar-e-Anzali, 16 dicembre 1945 – 9 novembre 2020) è stato un nuotatore e pallanuotista iraniano.
Era noto anche come Haydar Shonjani.
Alle Olimpiadi estive del 1964 gareggiò nei 100 metri stile libero, primo nuotatore iraniano nella storia a prendere parte a un'edizione dei Giochi. Non riuscì a qualificarsi per la finale.
Passato poi alla pallanuoto, Shonjani fu membro della nazionale iraniana che nel 1974 partecipò ai Giochi Asiatici riuscendo a conquistare la medaglia di bronzo. Nel 1976 la squadra fu ammessa alle Olimpiadi estive, ma finì solo dodicesima.